# Euhadra peliomphala
Euhadra peliomphala е вид сухоземно коремоного от семейство Camaenidae.

## Разпространение
Този вид охлюв е ендемичен за Япония.